# Elektriciteitscentrale Hagenwerder
Elektriciteitscentrale Hagenwerder (Kraftwerk Leuba, Großkraftwerk Berzdorf, Kraftwerk Völkerfreundschaft) was een thermische kolencentrale dicht bij Görlitz, Duitsland.
De centrale lag nabij de Poolse grens en bestond uit drie onderdelen. Het derde deel (Werk III) is gebouwd met 2x500 MW vermogen. Er was een schoorsteen van 250 meter hoogte. Het complex werd sinds 1960 "Kraftwerk Völkerfreundschaft" genoemd. Met een totaal vermogen van 1500 MW was dit een van de grootste bruinkoolcentrales in Europa, midden in de Zwarte Driehoek. De brandstof bruinkool werd betrokken uit de nabije (verdwenen) dagbouw Berzdorf. Vanaf 1991 werd de centrale stilgelegd, om daarna in delen te worden afgebroken. De schoorsteen verdween in 1998, de vier koeltorens in 1999, het ketelgebouw in 2003 en het laatste bouwwerk werd op 5 december 2015 opgeblazen.

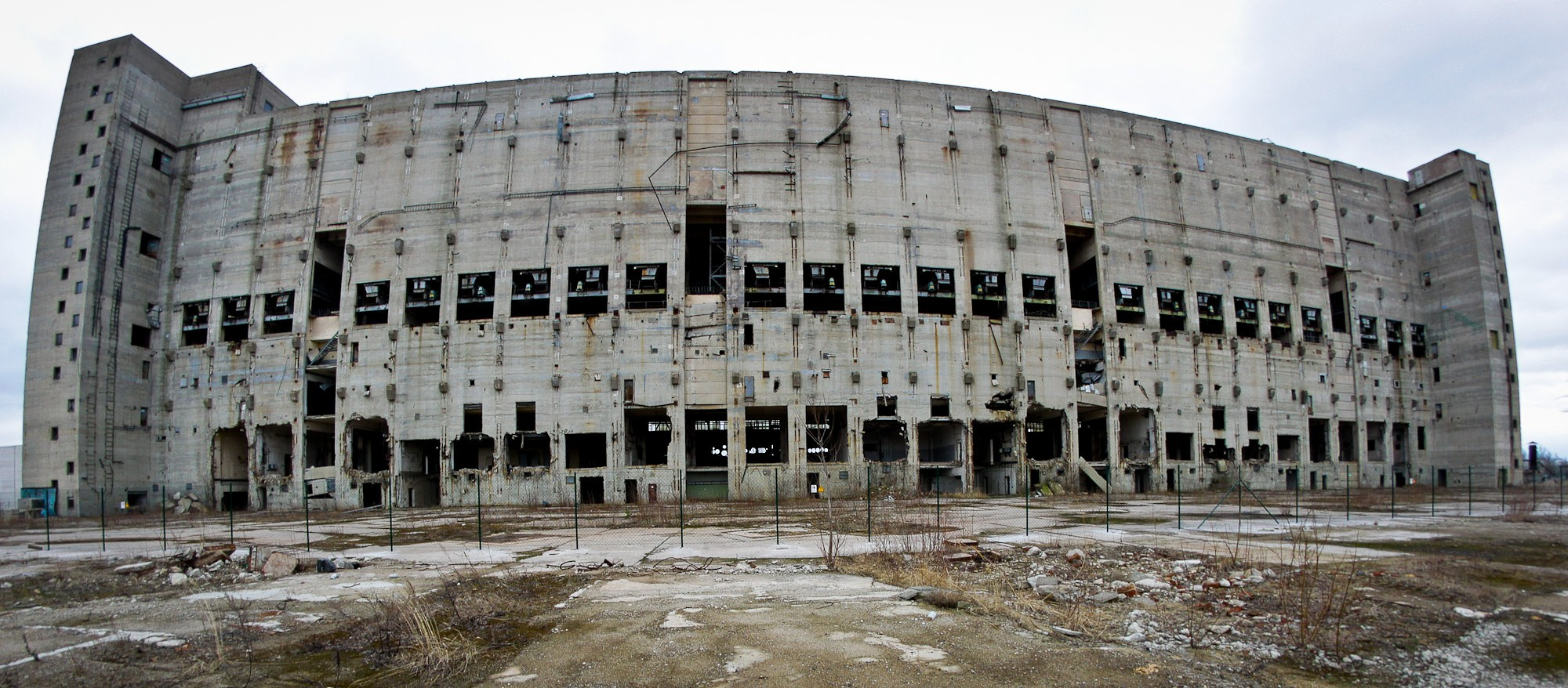
ruïne elektriciteitscentrale Hagenwerder in 2011